# Шлайсхайм
О резиденции баварских монархов см. Дворец Шлайсхайм
Шлайсхайм (нем. Schleißheim) — коммуна (нем. Gemeinde) в Австрии, в федеральной земле Верхняя Австрия.
Входит в состав округа Вельс. Население составляет 1065 человек (на 31 декабря 2005 года). Занимает площадь 8 км². Официальный код — 41 818.

## Политическая ситуация
Бургомистр коммуны — Манфред Цаунер (АНП) по результатам выборов 2003 года.
Совет представителей коммуны (нем. Gemeinderat) состоит из 13 мест.
- АНП занимает 7 мест.
- СДПА занимает 6 мест.